# 桜と印籠
『桜と印籠』（さくらといんろう）は、2008年5月26日に公開された日本映画。主演は板尾創路と千原ジュニア。
吉本興業が製作する100本の短編映画を製作するプロジェクトであるYOSHIMOTO DIRECTOR'S 100参加作品。

## ストーリー
水戸黄門の子息（千原ジュニア）とその仲間の助さん格さんが世直しの旅をしている途中、ひょんなことから南町奉行の暗殺を知り、ちょっとおバカな金さん（板尾創路）と協力し事件の解決をはかるために一計を案じる。コメディドラマ。白黒作品。

## キャスト
- 板尾創路
- 千原ジュニア
- 宮川大輔
- 山田花子
- 林克治
- 岩尾望
- 後藤輝基
- 藤原光博

## スタッフ
- 監督・脚本 - 大宮エリー
- プロデューサー - 山地克明、相原英雄、長澤克明、石王勝哉
- 撮影-亜藤正一、尾澤篤史
- 照明-藤井隆二、高倉進
- 録音-杉田信
- 小道具-飛嶋洋一
- 装飾-佐藤孝之
- 大道具-榎田剛一
- 殺陣-長谷川健
- 結髪-八木光彦
- 美装-外山奈津子
- 記録-安川知里
- 助監督-山口雅也、山本隆平
- プロダクションマネージャー-津本栄憲
- 監督補-権田理恵
- 制作協力- よしもとファンダンゴ、よしもとアール・アンド・シー、プラネットエンターテイメント、ダンスノットアクト、大宮エリー事務所
- 企画制作- よしもとクリエイティブ・エージェンシー
- 製作- 吉本興業